# موسکان میهانی
موسکان میهانی (انگلیسی: Muskaan Mihani؛ زادهٔ ۲۶ ژوئن ۱۹۸۲) بازیگر هندی است. او به خاطر نقش آفرینی در سریال تلویزیونی دلها به هم برخوردند شناخته شده‌است.

## زندگی شخصی
موسکان میهانی، روز ۲۸ ژوئن در احمدآباد هند، به دنیا آمد. او دارای خواهری کوچکتر از خود، به نام ریشیکا میهانی است که بازیگر تلویزیون است. موسکان در روز ۱ سپتامبر ۲۰۱۳، با تاجر بنداریی، توشال سبحانی ازدواج کرد. موسکان میهانی دختری به دنیا آورد که نامش را منات گذاشت.

## فیلم‌شناسی
| سال       | نام                 | نقش       | کانال     | نکات                 | منبع  |
| --------- | ------------------- | --------- | --------- | -------------------- | ----- |
| ۲۰۰۷–۲۰۰۶ | مامتا               | معصومه    | زی تی وی  | بازیگر اصلی هم راستا | [ ۶ ] |
| ۲۰۰۸–۲۰۰۷ | دلها به هم برخوردند | دکتر سپنا | استار وان |                      | [ ۷ ] |

فیلم ها
- سلام کوچولو[۸] در نقش رفیق ایشا